# Instituto Internacional de História Social

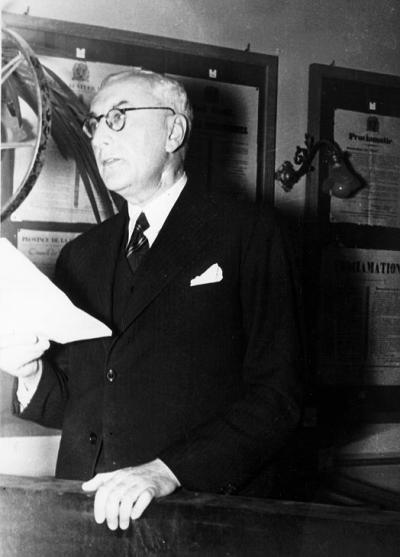
Nicolaas Wilhelmus Posthumus, fundador e diretor do IISH (1937–1952)

O Instituto Internacional de História Social, ou International Institute of Social History (IISH / IISG) é um dos maiores arquivos de história social e do trabalho do mundo. Localizado em Amsterdã, seu acervo de um milhão de volumes e 2.300 coleções de arquivos incluem papéis de grandes figuras e instituições do pensamento de esquerda radical. O IISH foi fundado em 1935 por Nicolaas Posthumus como um instituto científico independente. Faz parte da Academia Real Holandesa de Artes e Ciências.

## Coleções
O Instituto Internacional de História Social é especializado em história social e do trabalho internacional, incluindo a da Holanda. Em 2000, ele continha um milhão de volumes, 80.000 itens audiovisuais, 2.400 seriados, três milhões de arquivos digitais e 30.000 pés lineares de manuscritos em 2.300 coleções. Entre estes últimos estão coleções institucionais da Anistia Internacional, Confederación Nacional del Trabajo e Federación Anarquista Ibérica, a Confederação Sindical Europeia, Freedom Press, Greenpeace International, a Confederação Internacional de Sindicatos Livres, Partido Socialista Revolucionário Russo, Internacional Socialista e o pessoal papéis de Emma Goldman, Karl Marx, Max Nettlau, Lev Trotsky, Karl Kautsky, Ernest Mandel e Sylvia Pankhurst. O instituto é o principal repositório de documentos anarquistas no mundo.

## História
Nicolaas Posthumus, um socialista e primeiro professor nomeado de história econômica da Holanda, fundou o Instituto Internacional de História Social em 1935. Para examinar como as relações de trabalho se desenvolvem ao longo do tempo, o IISG coletou arquivos de todo o mundo. Durante os primeiros anos, Posthumus conseguiu obter muitos papéis de anarquistas (manuscritos de Bakunin), de outros movimentos socialistas e social-democratas e marxistas da Alemanha e da Rússia.
Antes que os alemães invadissem a Holanda em 1940, Posthumus foi capaz de mover os arquivos mais valiosos para Londres. Durante a guerra, muitos arquivos restantes do IISG foram transportados para a Alemanha nazista. Eles não foram destruídos. A maioria dos papéis foi redescoberta em Hannover em 1946, e algumas outras partes foram posteriormente encontradas em arquivos de Moscou em 1991 e devolvidas a Amsterdã.

Em 1989, o Instituto Internacional de História Social mudou-se para novas instalações: um antigo armazém em Cruquiusweg na parte oriental de Amsterdã. Este edifício também albergou o Museu da Imprensa, mas em 2017 esse museu tornou-se parte do Instituto Holandês para a Imagem e o Som (Nederlands Instituut voor Beeld en Geluid) em Hilversum.

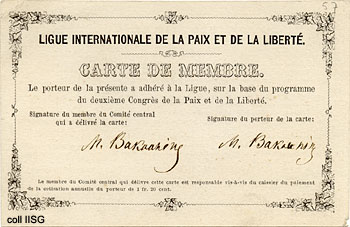
Arquivos Bakunin (IISG)
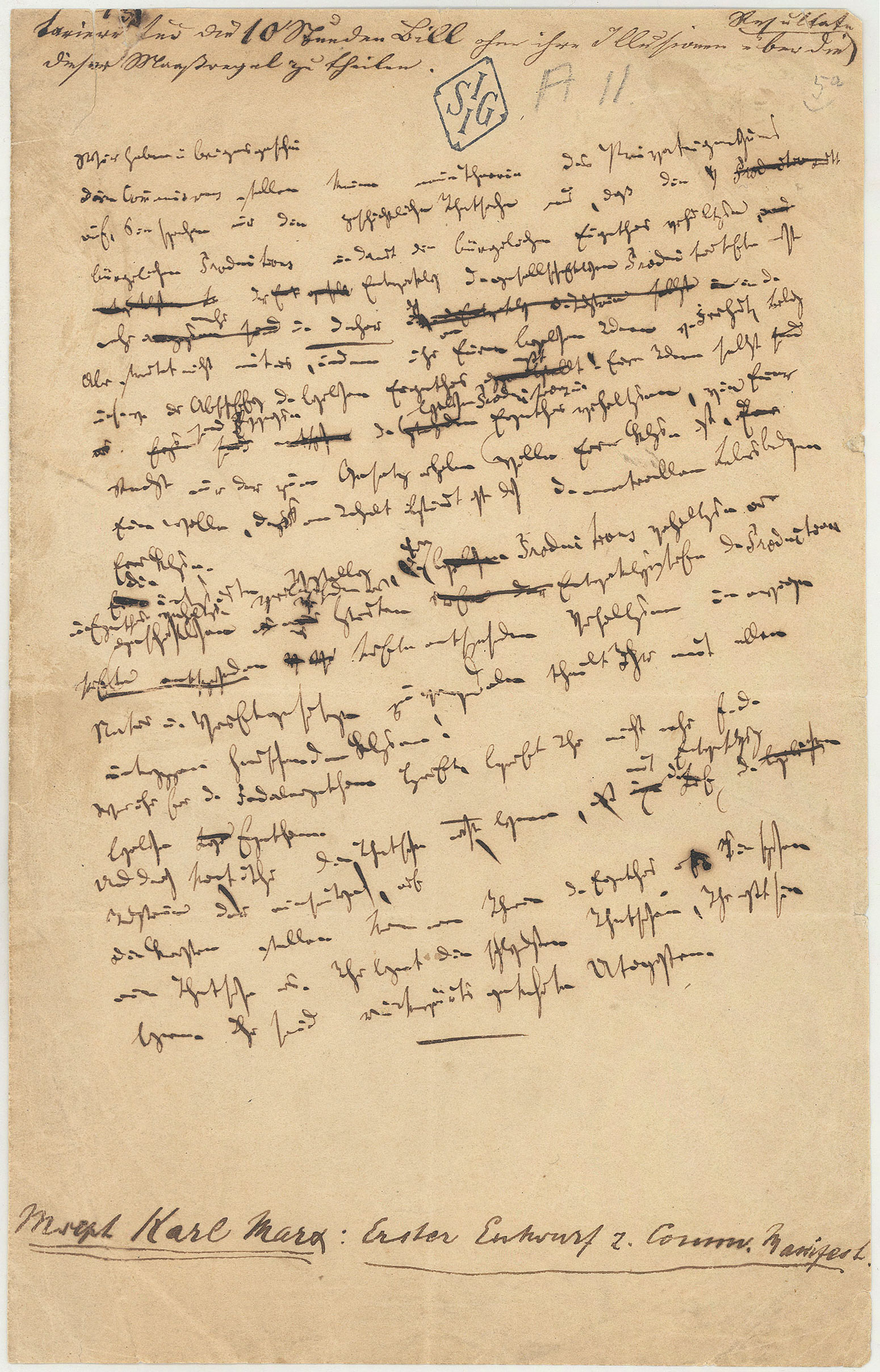
Manifesto Comunista (Marx)